# Carla Simón
Carla Simón Pipó, född 29 december 1986 i Barcelona, är en katalansk (spansk) filmregissör. Hennes långfilmsdebut Estiu 1993 – inspelad på katalanska – valdes 2017 till Spaniens bidrag till Oscar för bästa internationella långfilm.

## Biografi
Carla Simón föddes 1986 i Barcelona och tillbringade sin uppväxt i den lilla katalanska byn Les Planes d'Hostoles. När hon var sex år gammal avled båda hennes föräldrar i aids, varefter hon kom att få leva med sin morbror och hans familj i La Garrotxa i norra Katalonien. Denna erfarenhet var bakgrunden till Simóns första långfilm Estiu 1993, inspelad helt på katalanska och med premiär 2017.
Simón tog 2009 examen i filmvetenskap vid Universitat Autònoma de Barcelona, och året efter studerade hon både television vid Televisió de Catalunya och vid London Film School. Under tiden i London regisserade hon dokumentärfilmen Born Positive och kortfilmen Lipstick.
Estiu 1993 ('sommar 1993') blev 2017 Simóns första långfilmsproduktion. Filmen, som helt och hållet spelades in med katalanskt tal, handlar om en ung flicka och hennes reaktion och medel för att hantera och förstå hennes båda föräldrars hastiga död.
Filmen är baserad på Simóns eget filmmanus. Det är baserat på hennes egna upplevelser som sexåring, då hon efter moderns död i sida (fadern hade dött tre år tidigare) blev adopterad av sin morbror och hans familj. Filmen följer sexåringens svårigheter att finna sig till rätta i en ny miljö, där hennes tre år yngre kusin Anna nu även blivit hennes syster. De två flickorna spelas av Laia Artigas (i huvudrollen som Frida) och Paula Robles (treåringen Anna), medan David Verdager och Bruna Cusí spelar rollerna som Fridas adoptivföräldrar.
Estiu 1993 producerades av Inicia Films y Avalon P.C. Inspelningen ägde rum under sex veckors tid ute i den katalanska landsorten (La Garrotxa, där Carla Simón själv växte upp).
Filmen har blivit uppmärksammad på de olika filmfestivaler där den visats. Den har fått motta ett 30-tal olika priser, inklusive debutfilmspriset på Berlins filmfestival samt en mängd priser på de spanska Goya- och Gaudí-galorna, och har allmänt rosats av filmkritikerna. Filmen valdes av Spaniens filmakademi till landets bidrag till "Oscar för bästa internationella långfilm", som den andra katalanskspråkiga långfilmen någonsin (den första var 2010 års Pa negre).

## Filmografi
- 2009 – Lovers (manus och regi, 25 minuter), USA
- 2009 – Women (regi, 6 minuter), USA
- 2012 – Born Positive (manus och regi, dokumentärfilm, 18 minuter), Storbritannien
- 2013 – Lipstick (manus och regi, kortfilm, 9 minuter), Storbritannien
- 2014 – Las pequeñas cosas (manus och regi, kortfilm, 27 minuter), Storbritannien
- 2017 – Estiu 1993 (manus och regi, 96 minuter), Spanien
- 2022 – En persikolund i Katalonien (Alcarràs; manus och regi, 120 minuter), Spanien/Italien